# Polynôme minimal d'un endomorphisme
Pour un article plus général, voir Polynôme d'endomorphisme.
 (avril 2011).
Si vous disposez d'ouvrages ou d'articles de référence ou si vous connaissez des sites web de qualité traitant du thème abordé ici, merci de compléter l'article en donnant les références utiles à sa vérifiabilité et en les liant à la section « Notes et références ».
Le polynôme minimal est un outil qui permet d'utiliser en algèbre linéaire des résultats de la théorie des polynômes. Il est en effet possible d'appliquer un polynôme à un endomorphisme, comme expliqué dans l'article intérêt du concept de polynôme d'endomorphisme.
Il est défini comme le polynôme unitaire (son coefficient de plus haut degré est égal à 1) de plus petit degré qui annule un endomorphisme, c'est-à-dire une application linéaire d'un espace vectoriel dans lui-même.
Il est utilisé essentiellement en dimension finie, où il a un rôle important dans la réduction d'endomorphisme. Il dispose de propriétés fortes, dont la plus célèbre est probablement celle donnée par le théorème de Cayley-Hamilton.
Il existe un cas particulier, utilisé dans le cadre de la théorie de Galois et la théorie algébrique des nombres, appelé polynôme minimal d'un nombre algébrique.

## Définition
On suppose que E est un espace vectoriel de dimension finie et égale à n. Soit u un endomorphisme de E. On a la définition suivante :

Le polynôme minimal de l'endomorphisme u est le polynôme unitaire de plus petit degré qui annule u.

## Intérêt du concept
Le polynôme minimal est l'outil théorique central pour la réduction d'endomorphisme dans le cas de la dimension finie. Une réduction est une approche fréquente en algèbre, consistant à réduire un concept en des sous-concepts plus simples et qui décrivent parfaitement le concept initial. Dans le cas des endomorphismes, il en existe deux ayant un rôle particulier, les endomorphismes nilpotents et les endomorphismes diagonalisables ; les polynômes minimaux apparaissent donc pour l'analyse théorique de ces applications linéaires.
La raison du rôle central de cet outil réside dans le fait que la notion de polynôme d'endomorphisme est le cadre théorique pour la démonstration des théorèmes permettant la réduction. Le polynôme minimal y joue un rôle clé.
Par delà son rôle théorique, le polynôme minimal propose une approche appliquée très opérationnelle. Il joue donc un rôle dans l'analyse des matrices en général et plus particulièrement dans le cas de la réduction de matrice, des matrices diagonales ou nilpotentes.
Sa dimension appliquée sort des frontières de l'algèbre linéaire pour offrir un outil opérationnel de résolution d'équations différentielles linéaires où il est utilisé dans des cas physiques comme les systèmes oscillants.

## Approche par l'exemple
Considérons le cas où n est égal à 2, où l'espace vectoriel est réel, ce qui signifie que les multiplications scalaires des vecteurs ont lieu sur les réels. Soit un endomorphisme u ayant la représentation matricielle suivante dans une base (e1, e2) :
Calculons alors la représentation matricielle du carré de u, on trouve :

### Existence du polynôme minimal
On peut alors remarquer qu'il existe une relation de dépendance linéaire entre u2, u et Id l'endomorphisme identité. En effet :
Ceci nous montre l'existence du polynôme minimal que nous notons π :
Dans cet exemple, la construction de π permet d'établir l'existence du polynôme minimal et que son degré est au plus égal à la dimension de l'espace vectoriel. Cette propriété est générale en dimension finie, le polynôme minimal existe toujours et son degré est inférieur ou égal à la dimension de l'espace.

### Valeurs propres et racines
Un vecteur propre est un vecteur non nul dont l'image par l'endomorphisme lui est proportionnelle. Une des propriétés du polynôme minimal réside dans le fait que ses racines sont les valeurs propres de l'endomorphisme.
Pour la valeur propre 2, on doit donc résoudre le système :
Un vecteur propre qui convient est donc u1 = e1 – e2, soit (1 ; -1).
On peut vérifier de même que u2 = e1 – 2e2 est un vecteur propre associé à la valeur propre 3. Cette approche permet de calculer les valeurs et vecteurs propres sans calcul de déterminant. Plus la dimension augmente, plus ce mode de calcul devient efficace.

### Polynôme minimal et diagonalisation
Nous disposons de deux vecteurs propres u1 et u2 qui forment une famille libre dans un espace de dimension 2, ils constituent donc une base. On peut alors remarquer que dans cette base, l'endomorphisme s'exprime sous la forme d'une matrice diagonale :
Cet exemple illustre une propriété importante du polynôme minimal. L'endomorphisme est diagonalisable si et seulement si le polynôme minimal est séparable sur le corps dans lequel on travaille.

### Polynôme minimal et polynôme caractéristique
Le polynôme caractéristique de u est le déterminant de l'endomorphisme X Id – u. À l'instar du polynôme minimal, ses racines sont aussi les valeurs propres de u. On calcule alors le polynôme caractéristique P de u :
Ici, le polynôme caractéristique est égal au polynôme minimal. Dans le cas général, le polynôme minimal divise toujours le polynôme caractéristique (c'est le théorème de Cayley-Hamilton), mais l'égalité n'est pas systématique.

## Propriétés
- En dimension finie, le polynôme minimal existe toujours et il est de degré inférieur ou égal à la dimension de l'espace.
- Les polynômes qui annulent l'endomorphisme et que l'on appelle polynômes annulateurs de u forment un idéal principal dans l'anneau des polynômes.
- Les racines du polynôme minimal forment l'ensemble des valeurs propres.
- Un endomorphisme est diagonalisable si et seulement si son polynôme minimal est scindé (c'est-à-dire produit de polynômes de degré 1) et si ses racines sont simples.
- Le théorème de Cayley-Hamilton nous indique que le polynôme minimal divise le polynôme caractéristique.
- La notion de polynôme minimal d'un endomorphisme peut être restreinte à un vecteur. Le polynôme minimal d'un vecteur x est le polynôme unitaire de plus petit degré qui, appliqué à u, annule x. Il divise le polynôme minimal de l'endomorphisme. Il existe au moins un vecteur tel que les deux polynômes soient égaux.

Toutes ces propriétés sont démontrées dans l'article « Polynôme d'endomorphisme », qui développe la théorie mathématique associée à ce concept et présente d'autres propositions plus avancées.

## Théorie de Galois
En théorie de Galois, étant donnés une extension de corps L/K et un élément α de L qui est algébrique sur K, le polynôme minimal de α est le polynôme normalisé p, à coefficients dans K, de degré minimum tel que p(α)=0. Le polynôme minimal est irréductible, et tout autre polynôme non nul q tel que q(α)=0, est multiple de p.
C'est en fait le polynôme minimal de l'endomorphisme u du K-espace vectoriel L défini par u(x)=αx.